# Гардения жасминовидная
Гардения жасминовидная (лат. Gardenia jasminoides, syn. Gardenia augusta) — вид древесных растений рода Гардения (Gardenia) семейства Мареновые (Rubiaceae).

## Ботаническое описание

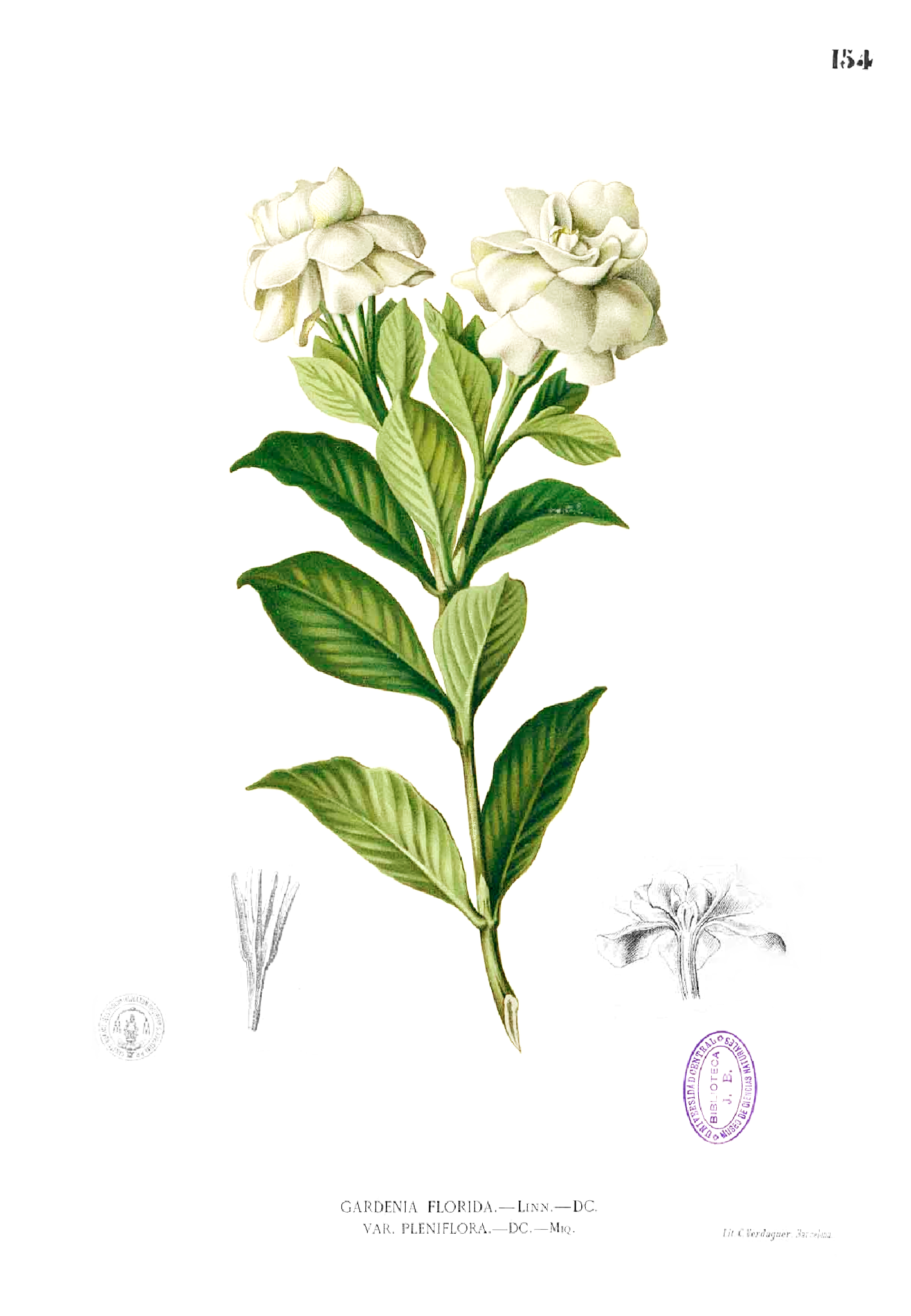

Вечнозелёный колючий кустарник до 180 см высотой, с ветвящимися стеблями, буроватой и шелушащейся корой, имеет короткочерешковые, широколанцетные или обратнояйцевидные блестящие листья длиной до 8-10 см. Душистые цветки - до 7 см диаметром.
Цветки полумахровые или махровые с  матовыми лепестками.

## Распространение
Родина гардении жасминовидной — субтропики Африки, острова Рюкю, Япония и Китай.

## Культивирование и хозяйственное применение
Выращивается как требовательное комнатное растение. 
Уход в комнатной культуре
- Температура: умеренная, зимой не ниже 16 °C. Для формирования бутонов желательна температура ночью 15-17 градусов, днём - на 2 градуса выше.
- Освещение: яркий рассеянный свет.
- Полив: обильный. Умеренный полив зимой.
- Влажность воздуха: требует частого опрыскивания листьев.
- Пересадка: раз в 2-3 года весной
- Размножение: стеблевыми черенками летом. Для укоренения применяют фитогормоны и нижний подогрев.

Употребляется в пищу: плодами окрашивают корейское желе «хванпхомук».